# Motugie
Motugie é uma ilha do atol de Funafuti, do país de Tuvalu.